# St. Sixtus und Sinnitius (Ramelsloh)

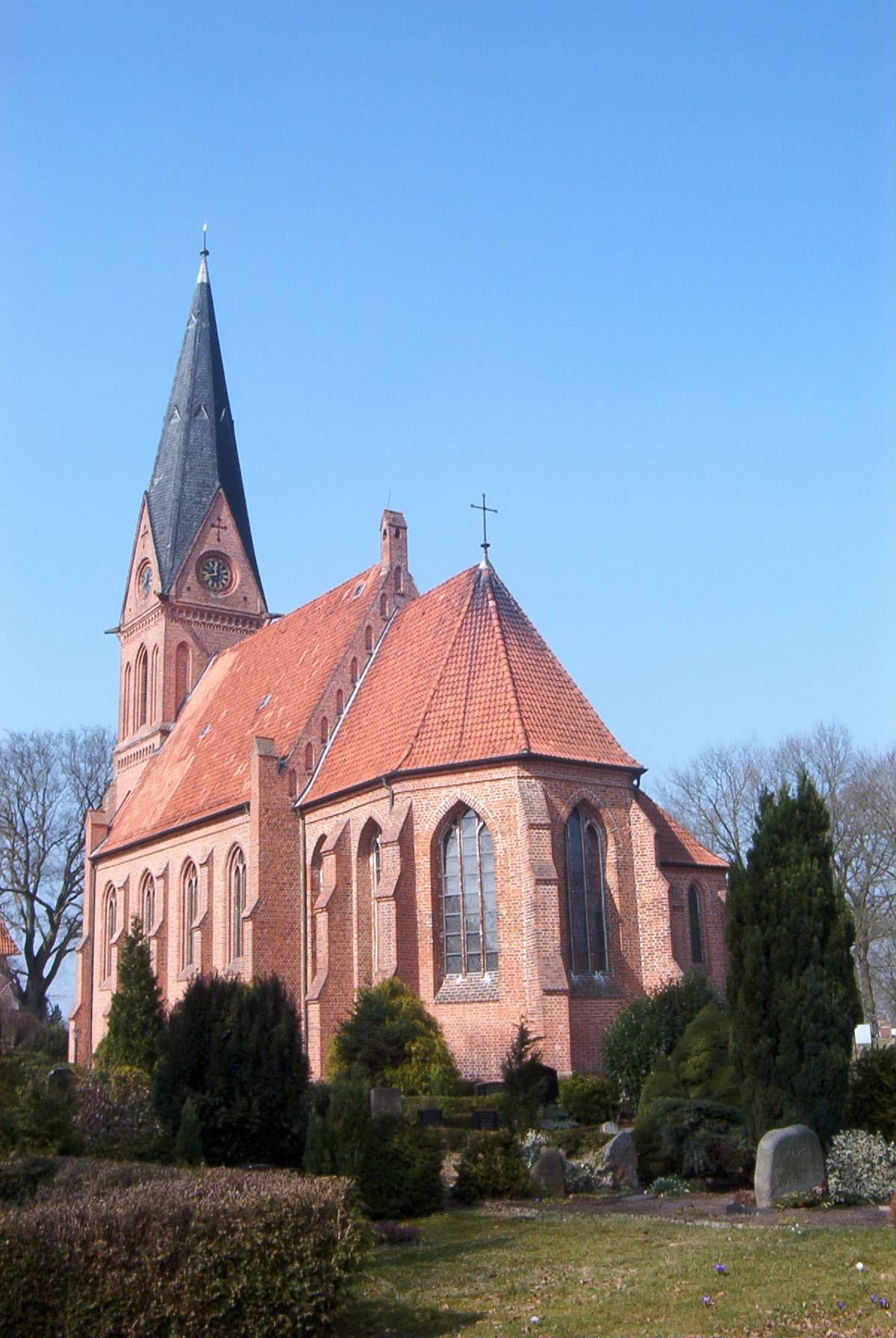
St. Sixtus und Sinnitius

Die evangelisch-lutherische denkmalgeschützte Kirche St. Sixtus und Sinnitius, inmitten des alten Kirchfriedhofs gelegen, steht in Ramelsloh, einem Ort in der Gemeinde Seevetal im Landkreis Harburg in Niedersachsen. Die Kirchengemeinde gehört zum Kirchenkreis Winsen im Sprengel Lüneburg der Evangelisch-lutherischen Landeskirche Hannovers. Das Patrozinium St. Sixtus und Sinnitius weist auf ein sehr frühes Gründungsdatum.

## Beschreibung
Beim Bau des neugotischen Emporensaals mit dem Kirchturm im Westen aus Backsteinen mit Strebepfeilern 1887–1889 blieben nur die Umfassungsmauern des spätgotischen Chors der ehemaligen Stiftskirche mit seinem dreiseitigen Abschluss und seinen zweibahnigen Maßwerkfenstern mit Glasmalereien von 1488 erhalten. Im nordöstlichen Fenster des Chorabschlusses ist die Verkündigung, im Mittelfenster sind die heiligen Sixtus, Ansgar und Sinitius, im südöstlichen Fenster ist die Anbetung der Könige dargestellt. In den beiden Südfenstern im Chor von 1603 bis 1604 werden Wappen gezeigt. Der hölzerne Glockenstuhl in der Nähe aus dem 16. Jahrhundert blieb erhalten. Die Kirchenglocke wurde 1427 gegossen. Das Langhaus ist mit einem Satteldach bedeckt, ebenso der Chor, der über seinem dreiseitigen Abschluss abgewalmt ist. Der Turm trägt ein spitzes, achtseitiges, schiefergedecktes Helmdach.
Der Innenraum wurde 1888 unter Michael Welter neu ausgemalt. Teile der alten Kirchenausstattung, u. a. Reste eines frühbarocken Altars und der Kanzel aus der 2. Hälfte des 16. Jahrhunderts, befinden sich in der Kapitelstube. Der Chor erhielt 1888 ein neues Gewölbe. Auf der Nordseite des Chors befindet sich die Sakristei. Im Jahre 1912 wurde eine Orgel mit 26 Registern, verteilt auf zwei Manuale und ein Pedal, von P. Furtwängler & Hammer gebaut.